# Leo Bassi

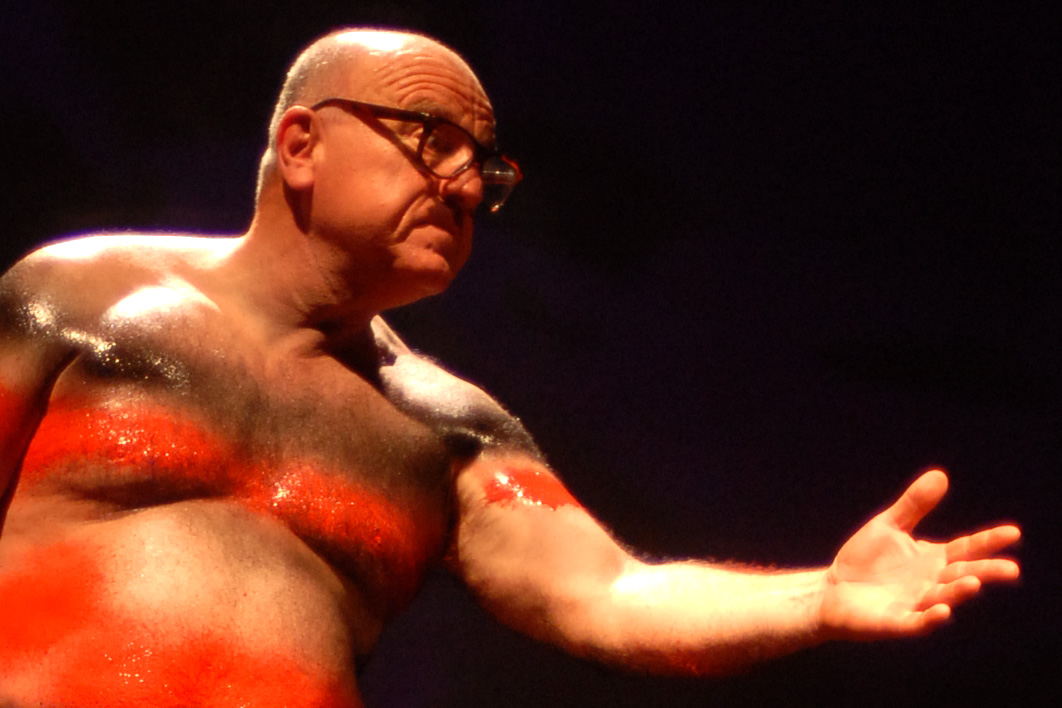
Leo Bassi

Leo Bassi (Nova York, 1952) és un actor i còmic italià que s'autodefineix com a bufó i que es caracteritza per la seva crítica i provocació a la dreta política, el sistema capitalista, les multinacionals i la religió, en especial la catòlica.

## Biografia
Procedeix d'una família del nord d'Itàlia dedicada durant sis generacions al món del circ, món on va debutar amb 7 anys.
Als 24 va abandonar l'espectacle familiar per desenvolupar la seva carrera en solitari com a actor còmic, animador i agitador cultural.
Ha treballat com a actor en obres teatrals i pel·lícules, com presentador d'esdeveniments, i també ha col·laborat en televisió, com ara en el programa Crónicas marcianas i El Hormiguero.
El dia 1 de març de 2006, un artefacte explosiu artesanal va ser col·locat, presumptament per sectors d'ultradreta, al teatre Alfil de Madrid, on representava la seva obra «La Revelacion», una obra a la que critica el que considera l'obscurantisme, les sectes i els fonamentalismes que envaeixen la vida moderna.
També va tenir problemes amb aquesta mateixa obra a Palma. El teatre on l'anava a representar (el Teatre del Mar) és propietat del Bisbat que quan es va assabentar que Leo Bassi tenia contracte amb el teatre per a representar-la,va revocar-lo invocant una clàusula que impedia representar obres en contra de la doctrina catòlica en la citada sala.

## Obres teatrals
- "La Revelació" (2005-06): Espanya, Alemanya, Àustria, Països Baixos, Portugal, Itàlia.
- "El Bassibus" (2004-2006): Madrid, Lanzarote, Barcelona i Mallorca.
- "El 12 de Setembre" (2001-2004): Espanya, Alemanya, Xile, Argentina, Brasil, Àustria, Portugal, Països Baixos, Noruega, Finlàndia i Moscou.
- "La Vendetta" (1998-2005): Espanya, Alemanya, Xile, Argentina, Brasil, Àustria, Suïssa, Portugal, Països Baixos, Itàlia,
- "Golf" (2000): Mallorca.
- "Brains" (1996): Alemanya, Itàlia, Àustria, Països Baixos i Suïssa.
- "Cybercus: El Gran Circ d'Internet" (1996): Utrecht.
- "Circus Whitman" (1995): Holanda
- "Instints Ocults" (1993-2005): Alemanya, Xile, Argentina, Brasil, Àustria, Portugal, Països Baixos, Noruega, Finlàndia, Moscou, Cap Verd.
- "L'Executiu" (1993): Milà.
- "Cristóbal Colon Inc. Export/Import" (1992): Nova York
- "El Suïcidi Elèctric" (1990): Barcelona
- "L'última bogeria de Nerón" (1989): Lincoln Center, Nova York.
- "The best of" (2012) Estat espanyol.

## Premis
Entre els diferents reconeixements i premis que ha anat adquirint al llarg de la seva trajectòria, els més destacats han sigut:
- Premis de la crítica de Barcelona, Cannes i Múnic
- Premi OBIE Off Broadway Award, Nova York
- Premi FAD de Barcelona
- Premi Festival de Amendola, Itàlia
- Premi Nas d'Or, Barcelona
- Premi de Teatre Tondela, Portugal
- Premi de Teatre Puerto Montt, Xile
- Premi de Teatre Cánovas, Màlaga
- Premi Moers Comedy Festival, Alemanya
- Premi Just For Laughs Festival, Mont-real Canadà
- Elegit representant oficial d'Itàlia a les Olimpíades Teatrals de Moscou.